# Lipotimia
La lipotimia (del griego λείπω, «dejar», y θυμός, «sentido») es un término global que indica pérdida súbita de la conciencia. Dentro de esta descripción, se incluye el síncope, las crisis convulsivas y algunos ataques epilépticos.
Dependiendo de los síntomas asociados, que aparecen tanto antes del episodio como después, se puede determinar el origen del episodio lipotímico. La presencia de síntomas vagos como náuseas, sensación de desvanecimiento, visión borrosa, palidez en la piel y frialdad, entre otros, pueden sugerir que la causa de la lipotimia es una disminución del riego sanguíneo y la oxigenación del cerebro. Esto es conocido como síncope o desmayo. Cuando se trata de una convulsión, en ocasiones no hay síntomas premonitorios y la pérdida de la conciencia es súbita. Sin embargo, algunas convulsiones epilépticas pueden estar precedidas de adormecimientos y sacudidas anormales de alguna parte del cuerpo, sensaciones extrañas (percepción de olores raros y desagradables, alucinaciones visuales) e incluso cambios en el comportamiento.